# Гермінії (рід)
Гермінії - старовинний патриціанський рід у Стародавньому Римі. Мав етруське коріння. Їх предки були ларсами 9царями) м.Перузії. Існував ймовірно здебільшого тільки за часів ранньої Республіки. Відомо лише про декількох представників цього роду. Вони носили когномен - Аквілін.

## Відомі Гермінії
- Тіт Герміній Аксвілін, один з керівників оборони проти етруського царя Порсени, консул 506 року до н.е.
- Ларс (Спурій) Герміній Аквілін, консул 448 року до н.е.